# Templo de Madrid (España)
El Templo de Madrid es uno de los templos construidos y operados por la Iglesia de Jesucristo de los Santos de los Últimos Días. Fue el 56.º templo construido por esta organización, y el primero de España, ubicado en su capital, Madrid.
El templo sirve a fieles congregados en 150 congregaciones en España, el segundo cuerpo más numeroso de miembros de la Iglesia en Europa después del Reino Unido.

## Historia
Los templos de la Iglesia de Jesucristo de los Santos de los Últimos Días albergan las ceremonias y ritos considerados sagrados para sus miembros y necesarias para la salvación individual y la exaltación familiar. La doctrina mormona de los templos tiene su origen en 1832, dos años después de la organización de la iglesia, cuando su fundador y primer profeta, José Smith, afirmó haber recibido una revelación divina en la que el Señor Jesús le refirió su deseo de que se construyesen templos. En 1836 Smith y la iglesia completaron el primer templo, el de Kirtland, en Ohio.
El proselitismo restauracionista comenzó en España a finales en la década de 1960, llevado a cabo por soldados estadounidenses estacionados en las bases de Torrejón y Rota. La libertad de religión en España fue legalizada en 1967, y la Iglesia de Jesucristo de los Santos de los Últimos Días fue reconocida oficialmente en ese país en octubre del año siguiente. Las actividades proselitistas comenzaron en mayo de 1969 tras una oración dedicatoria ofrecida por Marion G. Romney, en aquel entonces miembro del Cuórum de los Doce Apóstoles. En el momento de la consagración del templo en Madrid en 1999, la iglesia informó que había más de 30 000 personas bautizadas en España, congregados en estacas en Barcelona, Cádiz, Elche, Hospitalet, Madrid y Sevilla.

## Diseño
El templo fue diseñado con tres niveles donde se reparten cuatro salones de investiduras y cuatro salones con altares matrimoniales. La Primera Presidencia aprobó el diseño clásico moderno, con detalles que recuerdan la arquitectura española de antaño. El templo de Madrid tiene un total de 4255 metros cuadrados de construcción. En el exterior, el edificio está revestido de mármol blanco de Carrara en Italia. En el interior se usó mármol del sur de España. La estatua clásica del ángel Moroni descansa sobre la única aguja del templo.
El edificio se asienta en un terreno de 3,5 acres (1,4 ha) donde también se incluye un edificio de ocho pisos de altura que alberga un Centro de Capacitación Misional así como viviendas para misioneros del templo, viviendas para patronos que visitan al templo, un centro de distribución de materiales religiosos, un Centro de Historia Familiar y un área de recepción para visitantes del templo. Un tercer edificio es usado como centro de estaca. Los tres edificios están conectados bajo tierra con una estructura de estacionamiento subterráneo.
La sala de recepción del templo de Madrid tiene una estatuílla de Cristo, modelado del original de Bertel Thorvaldsen y tallado por el artista español Lladró.

## Dedicación
El templo de Madrid se encuentra en el barrio de Pavones (distrito Moratalaz), en un solar de 12 846 metros cuadrados. Su construcción transcurrió entre 1996 y 1998 y tuvo un coste declarado de 7000 millones de pesetas (42 millones de euros). El templo fue inaugurado el 19 de febrero de 1999, con la asistencia del alcalde de Madrid José María Álvarez del Manzano. Entre el 20 de febrero y el 13 de marzo, la iglesia permitió un recorrido público de las instalaciones y del interior del templo, al que asistieron más de 100 000 personas, incluyendo el rey Juan Carlos I y la reina Sofía. Fue dedicado para sus actividades eclesiásticas en diez sesiones, del 19 al 21 de marzo de 1999, por Gordon B. Hinckley.
Desde su creación, el templo de Madrid cubría una región donde vivían más de 80 000 miembros bautizados de la iglesia de los Santos de los Últimos Días en España, Portugal y el sur de Francia. Desde 2017 existe un templo en París que sirve a Francia y, desde 2019, otro en Lisboa que da servicio a los portugueses.